# Juraj Šimboch
Juraj Šimboch (* 30. ledna 1992, Bratislava) je slovenský hokejový brankář, působící v extraligovém klubu HK Nitra.

## Hokejová kariéra
Juraj Šimboch začal s hokejem v Nitře. V roce 2012 odešel do Třince. Tam působil v juniorském týmu. Poté se stal v sezóně 2013/2013 třetím brankářem HC Oceláři Třinec, ale zahrál si v Berouně, kde hostoval. V sezóně 2014/2015 hrál v Prostějově, kde udržel 1. ligu. Těsně před přípravou na sezónu si ho stáhli třinečtí Oceláři zpět a poslali ho na farmu do Frýdku-Místku. V září 2015 Třinec ohlásil střídavé starty Juraje Šimbocha v prvoligovém Přerově. Juraj Šimboch si prožil v této sezóně také první start v Tipsport extralize, když si zachytal 11.10.2015 za třinecké Oceláře v zápase proti Spartě, když nastoupil na 19 minut.